# Darko Tepert

Darko Tepert (Sisak, 15. srpnja 1970.) - hrvatski katolički svećenik, franjevac, doktor biblijskih znanosti i arheologije, bibličar i profesor Katoličkog bogoslovnog fakulteta u Zagrebu
Rođen je u Sisku 15. srpnja 1970. godine. U rodnom gradu završio je osnovnu i srednju školu. Kao dijete nije bio kršten. Još od osnovne škole zanimale su ga različite drevne religije, dok pred odlazak u vojsku nije počeo istraživati i kršćanstvo. Tada je počeo čitati Sveto pismo, a kada je imao 21 godinu krstio se i odlučio se za svećenički poziv. Prekinuo je dotadašnji studij ekonomije i odlučio se za studij teologije.
Godine 1993. započeo je studij teologije na Katoličkom bogoslovnom fakultetu Sveučilišta u Zagrebu, gdje je dovršio prve tri godine studija. Od 1996. godine na studiju je teologije u Jeruzalemu. U Jeruzalemu je upisao i poslijediplomski studij biblijskih znanosti i arheologije, a 2008. godine doktorira s temom „Mojsijev zakon u Lukinu Evanđelju i Djelima apostolskim“ na Fakultetu biblijskih znanosti i arheologije u Jeruzalemu, Papinskog sveučilišta „Antonianum“. Na samom Isusovom grobu proslavio je svoju prvu svetu misu.
Djeluje kao bibličar predavač na Katedri Svetoga pisma Staroga zavjeta na Katoličkom bogoslovnom fakultetu Sveučilišta u Zagrebu. Do sad je objavio veći broj znanstvenih radova s područja biblijskih znanosti te sudjelovao na više znanstvenih simpozija.
Objavio je više knjiga: „Riječ o obitelji” 2011., "Riječ o kristoliku čovjeku" 2012., "Riječ o vjeri" 2013., "Riječ o milosrđu" 2016., "Ti si naš Otac", "Uziđimo na goru Gospodnju", "S vjerom za Isusom", "Svjetlo mojoj stazi" i dr.
Jedan od organizatora projekta “E-duhovne vježbe”.